# Polyplectropus santiago
Polyplectropus santiago is een schietmot uit de familie Polycentropodidae. De soort komt voor in het Neotropisch en het Nearctisch gebied.